# Cruriraja hulleyi
Cruriraja hulleyi (лат.) — вид скатов рода Cruriraja отряда скатообразных. Обитают в субтропических водах юго-восточной части Атлантического океана. Встречаются на глубине до 545 м. Их крупные, уплощённые грудные плавники образуют округлый диск с треугольным вытянутым рылом. Максимальная зарегистрированная длина 59,4 см. Откладывают яйца. Не являются объектом целевого промысла. 

## Таксономия
Впервые новый вид был научно описан в 2010 году. Голотип представляет собой половозрелого самца длиной 51,4 см, пойманного у берегов ЮАР на глубине 308 м (34°29′ ю. ш. 25°28′ в. д.). Паратип: половозрелая самка длиной 53,5 см, пойманная там же.

## Ареал
Эти бентопелагические скаты являются эндемиками вод, омывающих ЮАР. Встречаются на глубине от 39 до 545 м, в основном между 200 и 500 м.

## Описание
Широкие и плоские грудные плавники этих скатов образуют диск в виде ромба с треугольным рылом и закруглёнными краями. На вентральной стороне диска расположены 5 жаберных щелей, ноздри и рот. Хвост длинный и тонкий. Дистальные концы передней части лопастей брюшных плавников имеют форму лопаты. У взрослых посередине диска и хвоста пролегают параллельные непрерывные ряды шипов. Между спинными плавниками расположено 6 колючек. Расстояние между спинными плавниками не превышает длину основания первого спинного плавника. Вентральная поверхность птеригоподиев голая. Окраска верхней поверхности диска светло-коричневого цвета без отметин. Максимальная зарегистрированная длина 59,4 см.

## Биология
Эти скаты откладывают яйца, заключённые в твёрдую роговую капсулу с выступами по углам. Длина капсулы без учёта выступов не превышает 5 см. Поверхность покрыта бороздками. Задние выступы на 45 % длиннее передних. Эмбрионы питаются исключительно желтком.     

## Взаимодействие с человеком
Эти скаты не являются объектом целевого лова. Международный союз охраны природы ещё не оценил охранный статус вида.